# 超立!!桃の木高校
『超立!!桃の木高校』（ちょうりつ!!もものきこうこう）は、アルコによる日本の漫画作品。
『別冊マーガレット』（集英社）にて2007年12月号から2008年7月号まで連載し、『ヤスコとケンジ』短期集中連載のため2008年8月号から同年11月号まで休載、同年12月号から再開し、2009年2月号まで連載された。単行本は全3巻。

## ストーリー
主人公、森まりには誰にも言えない秘密があった。それは自身がエスパーであること。
高校へ入学し、過去のトラウマから能力を隠して生活しようと決意する。しかし初登校日早々に……。

## 登場人物

### メインキャラクター
森 まり（もり まり）
主人公。桃の木高校1年3組。明るく、誰とでも仲良く接する。両親と双子の兄の5人家族。
念力で物を動かせる能力を持つエスパー。コントロールしきれていないが、無意識に発動させることもある。幼い頃にその能力をからかわれたことがトラウマとなり、その能力を隠して生活している（ただし、家族は全員知っている）。
城に好意を寄せている。
城 幹太（じょう かんた）
まりのクラスメート。私立男子校凡倉（ぼんくら）中学校出身。無愛想で不器用。5月3日生まれ。好物は鶏のから揚げ（冷凍食品）。実はお金持ちのお坊ちゃま。
瞬間移動の能力を持つエスパー。まり同様、コントロールができない。
嶋田 紗織（しまだ さおり）
まりのクラスメート。痴漢に襲われているまりを助けたり、スリに飛び掛ったりと正義感が強い上、人に媚びないサバサバとした性格。母子家庭で、登場してはいないが弟妹がいる。通称「サオリン」。
透視能力を持つエスパー。近距離で、しかも一瞬しか透視出来ないことが欠点。
まりと同じく、城に好意を寄せている。
小野寺 秀樹（おのでら ひでき）
まりのクラスメート。みどり中学校出身。飄々とした性格をしており、女性から非常にモテるが、女心には疎い。
まり達と出会うまで無自覚であったが、実は空中浮遊が出来るエスパー。しかし高いところから転落しなければその能力は発揮されない。また、自身がエスパーであったことを知った際はショックを受けていたが、まり達の励ましにより立ち直った。
紗織に好意を寄せているものの、相手にされていない。

### その他のキャラクター
児島 裕（こじま ゆたか）
桃の木高校1年10組の男子生徒。成績優秀。「桃高日報」を発行しており、常にデジタルカメラを持ち歩き、記事となるネタを探している。年齢よりも老けて見えるため、まり達からは「オジさん」と呼ばれている。
亜美（あみ）
まきこの友人。城の元彼女。別間女子（べつまじょし）高校1年。自身の浮気が原因で城にふられたが、未だに城に好意を寄せている。
落合 まきこ（おちあい まきこ）
亜美の友人。別間女子高校1年。みどり中学校出身。中学生の頃から秀樹に好意を抱いており、告白したが返事を貰えぬままそれきりとなっていた。高校に入学後の現在も秀樹のことを諦めずにいる。
森 勝（もり かつ） / 森 鉄（もり てつ）
まりの双子の兄。栗の木高校3年。運動神経は抜群だが進級ギリギリの成績。
及川（おいかわ）
栗の木高校3年。勝や鉄のクラスメート。
読心術の能力を持つエスパーだと偽り、まり達に接近するが、城幹太に見破られる。
岩本 祐也（いわもと ゆうや）
桃の木高校の男子生徒。まりの知り合いで、幼少時にまりをいじめていた。まりとたまたま校内で擦れ違ったところ、同じ高校に通っていることを知り、以後、度々ちょっかいを出すようになる。